# Dambenoît-lès-Colombe
Dambenoît-lès-Colombe és un municipi francès situat al departament de l'Alt Saona i a la regió de Borgonya - Franc Comtat. L'any 2007 tenia 256 habitants.

## Demografia

### Població
El 2007 la població de fet de Dambenoît-lès-Colombe era de 256 persones. Hi havia 90 famílies, de les quals 15 eren unipersonals (11 homes vivint sols i 4 dones vivint soles), 34 parelles sense fills i 41 parelles amb fills.
La població ha evolucionat segons el següent gràfic:
Habitants censats

### Habitatges
El 2007 hi havia 113 habitatges, 99 eren l'habitatge principal de la família, 6 eren segones residències i 8 estaven desocupats. 103 eren cases i 10 eren apartaments. Dels 99 habitatges principals, 82 estaven ocupats pels seus propietaris, 15 estaven llogats i ocupats pels llogaters i 2 estaven cedits a títol gratuït; 1 tenia una cambra, 2 en tenien dues, 7 en tenien tres, 21 en tenien quatre i 68 en tenien cinc o més. 90 habitatges disposaven pel capbaix d'una plaça de pàrquing. A 24 habitatges hi havia un automòbil i a 71 n'hi havia dos o més.

### Piràmide de població
La piràmide de població per edats i sexe el 2009 era:
| Homes | Edats   | Dones |
| ----- | ------- | ----- |
| 0     | 95 o +  | 0     |
| 0     | 90 a 94 | 0     |
| 0     | 85 a 89 | 0     |
| 0     | 80 a 84 | 0     |
| 0     | 75 a 79 | 4     |
| 4     | 70 a 74 | 4     |
| 4     | 65 a 69 | 4     |
| 16    | 60 a 64 | 4     |
| 4     | 55 a 59 | 12    |
| 20    | 50 a 54 | 4     |
| 16    | 45 a 49 | 12    |
| 12    | 40 a 44 | 16    |
| 12    | 35 a 39 | 8     |
| 4     | 30 a 34 | 12    |
| 4     | 25 a 29 | 4     |
| 12    | 20 a 24 | 4     |
| 4     | 15 a 19 | 24    |
| 16    | 10 a 14 | 8     |
| 8     | 5 a 9   | 16    |
| 0     | 0 a 4   | 4     |

## Economia
El 2007 la població en edat de treballar era de 181 persones, 123 eren actives i 58 eren inactives. De les 123 persones actives 103 estaven ocupades (64 homes i 39 dones) i 20 estaven aturades (8 homes i 12 dones). De les 58 persones inactives 21 estaven jubilades, 9 estaven estudiant i 28 estaven classificades com a «altres inactius».

### Ingressos
El 2009 a Dambenoît-lès-Colombe hi havia 105 unitats fiscals que integraven 287 persones, la mediana anual d'ingressos fiscals per persona era de 16.423 €.

### Activitats econòmiques
Dels 8 establiments que hi havia el 2007, 1 era d'una empresa alimentària, 4 d'empreses de construcció, 1 d'una empresa immobiliària i 2 d'empreses de serveis.
Dels 5 establiments de servei als particulars que hi havia el 2009, 1 era un paleta, 2 guixaires pintors, 1 lampisteria i 1 agència immobiliària.
L'únic establiment comercial que hi havia el 2009 era una fleca.
L'any 2000 a Dambenoît-lès-Colombe hi havia 12 explotacions agrícoles que ocupaven un total de 332 hectàrees.

## Poblacions més properes
El següent diagrama mostra les poblacions més properes.